# Maria Isabel Rodríguez Rivero
Maria Isabel Rodriguez Rivero o Mabel Rodriguez (Sabadell, 1989) es una socióloga y activista catalana, antiguo miembro de Pirates de Catalunya y de Esquerra Republicana de Catalunya. Formó parte de la candidatura de Front Republicà de cara a las elecciones generales españolas de 2019, ocupando el segundo lugar de la lista en la circunscripción de Barcelona.
Socióloga y comunicadora de formación, fue una de las caras visibles de Pirates de Catalunya, de donde salió a raíz de denunciar "discriminaciones machistas". Ha participado en el movimiento independentista como socia de la Assemblea Nacional Catalana y de Òmnium Cultural. Además, ha liderado la Comisión de Feminismos del Comitè de Defensa de la República de Sabadell.
Formó parte de la candidatura de la Candidatura d'Unitat Popular - Crida Constituent en las elecciones al Parlamento de Cataluña de 2017 como número 38 por la circunscripción de Barcelona. En las elecciones españolas de 2019, fue como número 2 de Albano Dante Fachin también por Barcelona, después de ser elegida como número uno de su formación. Además, cerraba la candidatura de Pirates de Catalunya en las elecciones al Parlamento Europeo de 2019.
Activista contra el estigma de la salud mental, ha participado en varias campañas de sensibilización a raíz de su experiencia con la depresión. También es la autora del libro "Punto y coma: luchando contra la depresión", autopublicado gracias a una campaña de micromecenazgo.